# Everett Motor Carriage Company
Everett Motor Carriage Company war ein US-amerikanischer Hersteller von Automobilen und Motoren.

## Unternehmensgeschichte
Frank Milne und sein Partner Killam betrieben seit 1897 ein gemeinsames Unternehmen in Everett in Massachusetts. Sie stellten leichte Dampfmotoren nach einer Lizenz von der Whitney Motor Wagon Company her. 1898 montierten sie einen ihrer Motoren in ein Fahrzeug. Sie waren mit dem Ergebnis zufrieden und gründeten daraufhin die Everett Motor Carriage Company in der gleichen Stadt. Nun stellten sie weitere Dampfwagen her, die als Everett vermarktet wurden. Der Verkauf blieb auf die nähere Umgebung beschränkt. 1899 endete die Fahrzeugproduktion. Dampfkessel und Motoren entstanden noch bis 1900. Dann verkauften sie das Unternehmen an Investoren aus Boston.
Diese Investoren gründeten die Oxford Automobile Company und stellten in dem Werk ebenfalls Kraftfahrzeuge her.

## Fahrzeuge
Im Angebot standen Dampfwagen. Selbst hergestellte Dampfmotoren trieben die Hinterachse an. Die Räder waren Drahtspeichenräder. Eine Abbildung zeigt einen offenen Zweisitzer mit Verdeck.